# Cosmozosteria zonata
Cosmozosteria zonata är en kackerlacksart som först beskrevs av Walker, F. 1868.  Cosmozosteria zonata ingår i släktet Cosmozosteria och familjen storkackerlackor. Inga underarter finns listade i Catalogue of Life.